# Roberto Sinibaldi
''Roberto Sinibaldi (Orbetello, 2 de agosto de 1973) es un deportista italiano que compitió en vela en la clase Star.
Ganó una medalla de oro en el Campeonato Mundial de Star de 1996 y una medalla de plata en el Campeonato Europeo de Star de 1995. Participó en los Juegos Olímpicos de Atlanta 1996, ocupando el sexto lugar en la clase Star.

## Palmarés internacional
| \| Campeonato Mundial \| Campeonato Mundial \| Campeonato Mundial \| Campeonato Mundial \| \| Año \| Lugar \| Medalla \| Clase \| \| ------------------ \| ----------------------- \| ------------------ \| ------------------ \| \| 1996 \| Río de Janeiro (Brasil) \| Medalla de oro \| Star \| \| Campeonato Europeo \| \| \| \| \| Año \| Lugar \| Medalla \| Clase \| \| 1995 \| Cascaes (Portugal) \| Medalla de plata \| Star \| |                         |                  |       |
| Campeonato Mundial |                         |                  |       |
| Año | Lugar                   | Medalla          | Clase |
| 1996 | Río de Janeiro (Brasil) | Medalla de oro   | Star  |
| Campeonato Europeo |                         |                  |       |
| Año | Lugar                   | Medalla          | Clase |
| 1995 | Cascaes (Portugal)      | Medalla de plata | Star  |